# Panna (stato)
Lo Stato di Panna fu uno stato principesco del subcontinente indiano, avente per capitale la città di Panna.

## Storia
Uno stato precedente a quello di Panna, ma insistente sulla medesima area territoriale, venne fondato già a metà del Quattrocento da uno dei capi Raj Gond.
Quasi tre secoli dopo Panna divenne la capitale prescelta per un nuovo stato dal capo bundela rajput Chhatar Sal, fondatore dello stato di Panna, dopo che ebbe guidato una rivolta contro l'Impero moghul. Egli si alleò col pascià maratha dopo aver imposto la propria nuova capitale. Dopo aver conquistato Mahoba nel 1680, Chhatar Sal estese il suo governo su gran parte del Bundelkhand. Alla sua morte nel 1732, il suo regno venne diviso tra i suoi figli, con un terzo del suo regno che passò a suo genero, il pascià Baji Rao I.
Il regno di Panna passò a Harde Sah, il figlio primogenito di Chhatar Sal. All'inizio del XIX secolo, Panna divenne un protettorato britannico ed ottenne anche il controllo degli stati di Nagod e Sohawal. Raja Nirpat Singh assistette gli inglesi nella rivolta del 1857 e venne da questi ricompensato col titolo di Maharaja.
Il maharaja Madho Singh venne deposto dal viceré indiano nell'aprile del 1902, dopo che una commissione lo riconobbe colpevole di aver avvelenato suo zio, il rao raja Khuman Singh, l'anno precedente.
Il maharaja Mahendra Yadvendra Singh aderì al governo dell'India il 1º gennaio 1950, ed il regno divenne il Distretto di Panna nel nuovo stato indiano del Vindhya Pradesh. Vindhya Pradesh venne unito a formare il Madhya Pradesh il 1º novembre 1956.

## Governanti

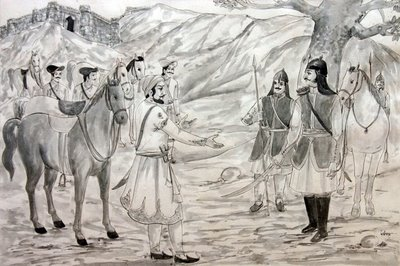
Chhatrasal, il fondatore dello Stato id Panna, assieme al capo dei maratha Shivaji.

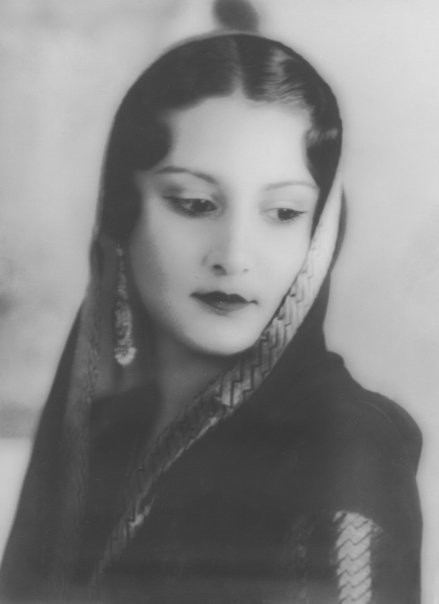
La regina Kanchan Prabha Devi, moglie del re di Tripura Bir Bikram Kishore Debbarman e reggente (1947 - 1949), era figlia del maharaja Yadvendra Singh di Panna

I governanti dello stato di Panna appartenevano al ramo Bundela della dinastia dei Rajputs. Portarono il titolo prima di raja sino al 1869 e poi di maharaja, oltre ad un saluto ufficiale di 11 colpi di cannone a salve.

### Raja
- 1675 - 1731                Bundela Rajput Raja Chhatrasal
- 1731 - 1739                Hardesah Singh                     (m. 1739)
- 1739 - 1752                Sabha Singh                        (m. 1752)
- 1752 - 1758                Aman Singh                         (m. 1758)
- 1758 - 1777                Hindupat Singh                     (m. 1777)
- 1777 - 1779                Anirudh Singh                      (m. 1779)
- 1779 - 1785                interregnum
- 1785 - 1798                Dhokal Singh
- 1798 - 1834                Kishor Singh                       (m. 1834)
- 1834 - 1849                Harbans Rai
- 1849 - 1869                Nirpat Singh                       (m. 1870)

### Maharaja
- 1869 - giugno 1870            Nirpat Singh                       (s.a.)
- 9 giugno 1870 - 1893         Rudra Pratap Singh                 (n. 1848 - m. 1893) (dal 1º gennaio 1876, Sir Rudra Pratap Singh)
- 1893 -  9 marzo 1898         Lokpal Singh                       (m. 1898)
- 9 marzo 1898 – 22 aprile 1902  Madho Singh                        (m. dopo il 1925)
- 20 giugno 1902 – 15 agosto 1947  Yadvendra Singh Judeo (n. 1893 - n. 1963)